# ディキシー・チキン
『ディキシー・チキン』（Dixie Chicken）は、リトル・フィートが1973年に発表した3枚目のアルバムである。

## 解説
録音は1972年、ロサンゼルスのクローヴァー・レコーダーズ、ワーナー・ブラザース・レコーディング・スタジオ、サンセット・サウンド・レコーダーズなどで行われた。プロデューサーはローウェル・ジョージが務めた。
ボニー・プラムレット、ボニー・レイット、ダニー・ハットン、グロリア・ジョーンズらがバッキング・ボーカルで参加した。

## 収録曲
Side 1
1. ディキシー・チキン - "Dixie Chicken"
2. トゥー・トレインズ - "Two Trains"
3. ロール・アム・イージー - "Roll Um Easy"
4. オン・ユア・ウェイ・ダウン - "On Your Way Down"
5. キス・イット・オフ - "Kiss It Off"

Side 2
1. フール・ユアセルフ - "Fool Yourself"
2. ウォーキン・オール・ナイト - "Walkin' All Night "
3. ファット・マン・イン・ザ・バスタブ - "Fat Man in the Bathtub"
4. ジュリエット - "Juliette"
5. ラファエット・レイルロード - "Lafayette Railroad"